# Joseph Altmann (Offizier)
Joseph (Ritter von) Altmann (* 30. Juli 1777 in Sternberg, Olmützer Kreis Markgrafschaft Mähren; † 14. April 1831 in Unterrain, Tirol) war ein Offizier im Dienst der Habsburgermonarchie.

## Leben

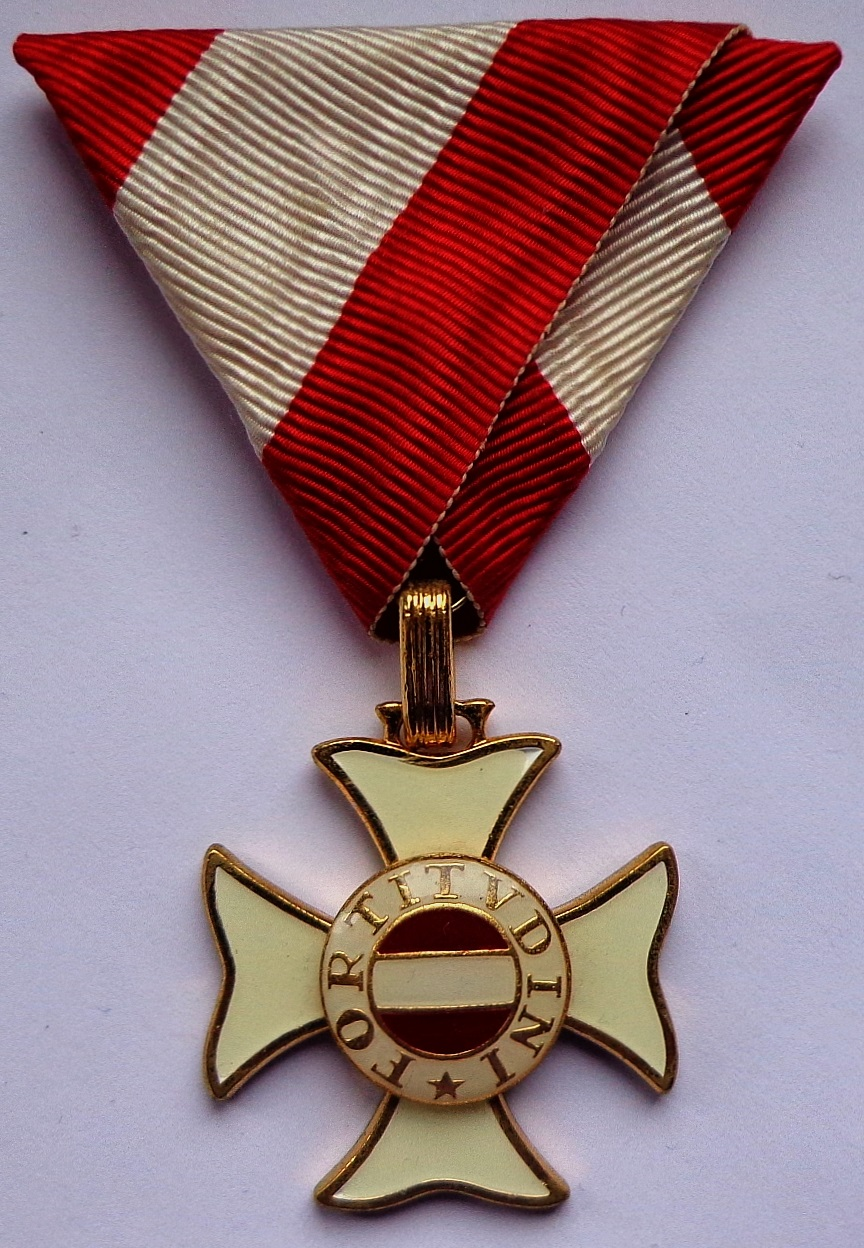
Ritterkreuz des Militär-Maria-Theresien-Ordens

Joseph Altmann trat 1794 als Soldat in das Dragoner-Regiment Nr. 4 ein und beteiligte sich so an den Feldzügen von 1794. Später wurde er Korporal. In dieser Stellung trat er am 6. November 1799 im Rahmen der sogenannten Vignolo-Affäre auf, als er zwei gefangene Soldaten befreite. Dabei hatte er solchen Mut bewiesen, dass er die silberne Tapferkeitsmedaille erhielt. Schließlich besiegte er in der Schlacht bei Marengo die feindliche Infanterie. Dabei befreite er außerdem einen Grafen und einen General, die in Gefangenschaft geraten waren. Dafür wurde er mit der goldenen Tapferkeitsmedaille ausgezeichnet, musste zuvor aber die silberne abgeben.
Später wurde Altmann Wachtmeister, 1805 Regimentsunterleutnant. Vier Jahre später rückte er zum Oberleutnant auf. Am 13. Mai des Jahres 1809 fand eine Schlacht in der Nähe von Söll statt. In seinem ganzen Wirken im Feldzug, aber besonders bei der Schlacht nahe Söll, zeichnete sich Altmann so aus, dass er ihm der Militär-Maria-Theresia-Orden verliehen wurde. 1813 zum Rittmeister ernannt, trat er 1820 in den Ruhestand. Dies erzwang seine durch die Schlachten angeschlagene Gesundheit. Am 14. April 1831 schließlich starb er 54-jährig in Unterrain.